# You're in Love
You're in Love è un singolo del gruppo musicale statunitense Ratt, il secondo estratto dal loro secondo album in studio Invasion of Your Privacy nel 1985.

## Video musicale
Il videoclip del brano include diverse scene romantiche tratte da cartoni e film classici. La versione estesa si apre con una sequenza del film Brother Rat (1938) in cui si vede un giovane Ronald Reagan.
Le riprese in concerto della band sono state effettuate presso il Mississippi Gulf Coast Coliseum a Biloxi e l'Hirsch Memorial Coliseum a Shreveport, in Louisiana, nell'agosto 1985.

## Tracce
1. You're in Love – 3:12
2. Between the Eyes – 3:54

## Classifiche
| Classifica (1985)             | Posizione massima |
| ----------------------------- | ----------------- |
| Regno Unito                   | 82                |
| Stati Uniti                   | 89                |
| Stati Uniti (mainstream rock) | 34                |